# بخش مرکزی شهرستان کاشمر
بخش مرکزی شهرستان کاشمر نام یکی از بخش‌های شهرستان کاشمر در استان خراسان رضوی ایران است. بنابر سرشماری مرکز آمار ایران، جمعیت بخش مرکزی شهرستان کاشمر در سال ۱۳۹۵ برابر با ۱۴۳٬۶۵۰ نفر بوده است.

## تقسیمات کشوری

### دهستان‌ها

#### دهستان بالا ولایت

##### روستاها
- اسحاق‌آباد
- تربقان
- تل‌آباد
- ریخته ابوالقاسمی
- فدافن
- فروتقه
- قوژد
- کلاته نای
- گندم‌بر

#### دهستان پایین ولایت

##### روستاها
- حاجی‌آباد
- زنده‌جان
- سرحوضک
- شوکتیه
- عشرت‌آباد
- کسرینه
- محمدآباد عندلیب
- محمدیه
- مغان
- ممرآباد

### مرکزیت
- کاشمر

### دیگر مناطق مسکونی
- آبکوه علی‌آباد
- کلاته احمدی